# Roberto Mackay Carrera
Roberto MacKay Carrera, (Santiago, 1915-1987), fue un contador y político liberal chileno. Hijo de Juan Mac-Kay Falcón y Emilia Carrera Smith. Contrajo matrimonio con Lusgradis Honorato, con quien tuvo un descendiente.
Educado en la Universidad de Chile, donde se tituló en Contabilidad, abrió una oficina contable en la capital y en Puerto Montt, donde se trasladó en 1945.
Militante del Partido Liberal, fue dirigente de la colectividad en la zona austral y llegó a ser regidor de Coyhaique (1953) y Alcalde de la misma ciudad (1956-1958).
Roberto José Mac-kay Carrera mi padre , soy hija de su segundo matrimonio con Yolanda De las mercedes Delaporte Teran con quien tuvo 3 hijos, Ronald , Elizabeth y Richard. Nuestro padre se mudó con nosotros para São Paulo -Brasil en abril de 1978 y falleció en esta ciudad en febrero de 1984